# 50 funtów izraelskich 1962 Chaim Weizman
50 funtów izraelskich 1962 Chaim Weizman – izraelska moneta kolekcjonerska wybita w 1962/1963 roku w złocie z okazji 10. rocznicy śmierci pierwszego prezydenta Państwa Izrael Chaima Weizmana. Moneta wyemitowana przez Bank Izraela. Monety z okresu funta zostały wycofane z obiegu w 1980 roku. Moneta wybita poza izraelskimi seriami monet kolekcjonerskich.

## Opis monety
Moneta została wybita z okazji 10. rocznicy śmierci Chaima Weizmana. George Cuhaj podaje w katalogu, że moneta została wyemitowana w 1962 roku, z kolei dystrybutor izraelskich monet Israel Coins and Medals Corporation podaje rok 1963.

### Awers
W środku pola monet znajduje się herb Izraela. Otoczony jest obwódką, w którą wkomponowano nazwę państwa po hebrajsku (ישראל) i arabsku (اسرائيل). Nad herbem, wzdłuż otoku monety, hebrajski napis „חמישים לירות ישראליות” (50 funtów izraelskich). Zaraz pod herbem wybito znaki mennic (מ). Na dole awersu, wzdłuż otoku monety, lata 1952–1962 (dziesięć lat od śmierci Weizmana) wg kalendarza gregoriańskiego i żydowskiego (תשי"ג-תשכ"ג). Awers z inskrypcjami został zaprojektowany przez Mirjam Karoli.
Według ICMC 10 monet o nominale 50 lir zostało wybitych bez znaku mennicy. Są one jednak wliczane do ogólnej liczby wybitych monet.

### Rewers
W legendzie rewersu znajduje się portret Weizmana w okienku. Na dole umieszczono herb Izraela. Po lewej od niego imię i nazwisko prezydenta pa hebrajsku. Profil Weizmana został zaprojektowany przez Szwajcara Andre Lassere'a.

### Pozostałe
Opis:
- Waga: 13,34 g
- Średnica: 27 mm
- Kruszec: Au 916[3]/Au 917[2]
- Rant: ząbkowany
- Stempel: lustrzany
- Liczba wybitych sztuk: 6195
- Mennica: Swissmint (Berno, Szwajcaria)